# Giullia Rodrigues
Giulia Rodrigues Penalber de Oliveira (ur. 13 kwietnia 1992) – brazylijska zapaśniczka walcząca w stylu wolnym. Olimpijka z Paryża 2024, gdzie zajęła piąte miejsce w kategorii do 57 kg. Zajęła siódme miejsce na mistrzostwach świata w 2021 roku. 
Złota medalistka igrzysk panamerykańskich w 2023, brązowa w 2019 i siódma w 2015. Zdobyła siedem medali mistrzostw panamerykańskich w latach 2015-2024. Mistrzyni igrzysk Ameryki Południowej w 2018 i druga w 2022. Siódma na igrzyskach wojskowych w 2019. Złota medalistka mistrzostw Ameryki Południowej w 2017 roku.
Absolwentka Universidade Estácio de Sá w Rio de Janeiro.